# Roger Godsiff
Roger Duncan Godsiff (né le 28 juin 1946) est un homme politique britannique qui est député travailliste de Birmingham Hall Green de 2010 à 2019, et auparavant député de Birmingham Sparkbrook et Small Heath de 1992 à 2010.

## Jeunesse
Roger Godsiff est né à Londres et fait ses études à la Catford Comprehensive School.
Il est employé de banque pendant cinq ans à partir de 1965, rejoignant le Parti travailliste en 1966.
Il est responsable politique à partir de 1970 au syndicat APEX puis à partir de 1990 chez son successeur le GMB jusqu'à son élection au Parlement en 1992. Pendant son mandat de responsable syndical, il est membre du groupe St Ermin's, un caucus secret de syndicalistes modérés qui ramène le Parti travailliste vers le centre politique en organisant des listes pour les élections au Comité exécutif national du parti.

## Carrière politique
Élu conseiller dans l'arrondissement londonien de Lewisham en 1971, il devient maire de Lewisham de 1977 à 1978, avant de quitter le conseil aux élections de l'arrondissement londonien de 1990. Il se présente sans succès à Birmingham Yardley aux élections générales de 1983, où il termine à la deuxième place derrière le député conservateur David Gilroy Bevan. Il est élu à la Chambre des communes pour Birmingham Small Heath lors des élections générales de 1992 à la suite du départ à la retraite de Denis Howell. Godsiff gagne Small Heath avec une majorité de 13 989 voix et reste député à partir de ce moment. Sa circonscription est abolie en 1997 et, aidé par la retraite du député de Birmingham Sparkbrook Roy Hattersley, Godsiff est élu pour la circonscription nouvellement combinée de Birmingham Sparkbrook et Small Heath aux élections générales de 1997.
Le siège de Sparkbrook et Small Heath est aboli lors des élections de 2010, ses éléments constitutifs étant redécoupés vers les sièges voisins. Godsiff est sélectionné pour le siège redessiné de Birmingham Hall Green en 2008, qui comprend une partie de sa circonscription et de ses quartiers existants qui se trouvaient auparavant dans les deux circonscriptions de Birmingham, Hall Green et Selly Oak. Il est réélu aux élections générales de mai 2010 avec une majorité de 3 799 voix.
Au Parlement, il est conseiller spécial de l'ancien ministre des Sports Richard Caborn sur le cricket et président du All Party Japan Group. En octobre 2006, Godsiff est l'un des 12 députés travaillistes à soutenir Plaid Cymru et l'appel du Parti national écossais à une enquête sur la guerre en Irak. Il s'est également rebellé contre le gouvernement en novembre 2005 sur une législation autorisant la détention de suspects terroristes pendant 90 jours sans jugement.
Godsiff appelle à « l'arrêt » de la migration économique vers le Royaume-Uni en 2005. Il est l'un des sept signataires en 2014 d'une lettre ouverte à Ed Miliband l'appelant à s'engager à restreindre la capacité des travailleurs des pays de l'UE à faible revenu à s'installer au Royaume-Uni.
Lors du référendum d'adhésion à l'Union européenne au Royaume-Uni en 2016, Godsiff soutient la campagne Leave bien que sa circonscription ait voté par 66,4 % pour rester dans l'Union européenne. Fait inhabituel pour un député pro-Brexit, il s'abstient lors du vote pour invoquer l'article 50, qui entame le processus de retrait du Royaume-Uni de l'UE, au motif qu'il respectait le vote pro-Remain de ses électeurs.
Godsiff soutient Owen Smith dans la tentative infructueuse de ce dernier de remplacer Jeremy Corbyn lors des élections à la direction du parti travailliste de 2016.
Lors des élections de 2017, il obtient 42 143 voix (77,6 %), ce qui lui donne une majorité de 33 944 voix (62,5 %), soit la douzième plus grande majorité de tous les députés britanniques en pourcentage des voix de circonscription.
En octobre 2019, les membres du Parti travailliste de la circonscription de Hall Green votent à une écrasante majorité pour ouvrir les sélections pour leur candidat parlementaire. Cela fait suite à de nombreuses années de controverse sur le comportement et les positions du député, notamment en votant avec le Parti conservateur sur les votes clés du Brexit et en s'opposant ouvertement à l'éducation inclusive LGBT + dans les écoles de Birmingham. En tant que député en exercice, Godsiff a automatiquement le droit d'être présélectionné en tant que candidat potentiel. Godsiff a indiqué qu'il avait l'intention de se présenter à une nouvelle sélection. Cependant, le processus est interrompu en raison du déclenchement des élections ce mois-là, ce qui entraîne la décision du NEC de ne pas approuver Godsiff et de sélectionner un nouveau candidat avec un panel local.
Il se représente en tant qu'indépendant aux élections générales de 2019 et arrive troisième. Il est remplacé au siège par Tahir Ali.

## Vie privée
Godsiff est marié à Julia Brenda Morris depuis 1977 et ils ont un fils et une fille.
Il est un supporter de longue date du Charlton Athletic FC et est auparavant le président du Charlton Athletic Community Trust, qui supervise le travail communautaire du club. Il démissionne de ce poste le 26 juin 2019 à la suite de la polémique autour de son soutien aux manifestants anti-LGBT à Birmingham.